# Annamaria Rivera
Anna Maria Rivera (Taranto, 19 febbraio 1945) è un'antropologa, saggista e attivista italiana, docente di etnologia e di antropologia sociale presso l'Università di Bari, editorialista per i quotidiani Il Manifesto e Liberazione, oltre che collaboratrice di altri giornali; dirige inoltre la collana di ricerche Antropo-logiche della casa editrice Dedalo.

## Biografia
È nota come studiosa delle discriminazioni, nonché per il suo impegno antirazzista, antisessista e antispecista; temi da lei intrecciati nel libro La Bella, la Bestia e l'Umano (2010), concepito come testo introduttivo della collana Sessismoerazzismo della casa editrice Ediesse. Sulla correlazione tra razzismo, sessismo e specismo, ha spiegato in un'intervista:
Ha condotto inoltre ricerche sulle culture contadine e sulla religiosità popolare. All'indagine antropologica della civiltà newyorkese è dedicato il suo saggio Frammenti d'America (1989). È stata peraltro visiting scholar al Barnard College.
Nel romanzo giallo Spelix (2010) racconta la storia di un gatto che, grazie alla sua capacità di portare oggetti, permette di risolvere un caso di delitto. Risiede a Roma, dov'è ambientata la trama di Spelix, ed è vegetariana. Ha affermato di essere stata fortemente influenzata dal pensiero di Adorno. Il giornalista Lorenzo Guadagnucci l'ha definita «una studiosa ma anche una militante, con una lunga esperienza e un ruolo determinante nella nascita del movimento antirazzista in Italia».
Nel 2001 è stata candidata al Senato nel collegio di Roma Ostiense con Rifondazione Comunista, ottenendo il 4,5% dei voti, non risultando eletta.

## Opere
- Vita di Amelia. Un'autobiografia tra oralità e scrittura, Quaderni del Sud, Manduria, 1984
- Il mago, il santo, la morte, la festa. Forme religiose nella cultura popolare, Dedalo, 1988. ISBN 88-220-0524-4
- Frammenti d'America. Arcaico e postmoderno nella cultura americana, Dedalo, 1989. ISBN 88-220-6090-3
- (con René Gallissot) Pluralismo culturale in Europa, Dedalo, 1995. ISBN 88-220-6171-3
- (con René Gallissot) L'imbroglio etnico in dieci parole chiave, Dedalo, 1997. ISBN 88-220-6198-5
- Il rovescio internazionale. Vademecum per la prossima guerra, Odradek, 1999. ISBN 88-86973-14-4
- (con Luisella Battaglia e altri) Homo sapiens e mucca pazza. Antropologia del rapporto con il mondo animale, Dedalo, 2000. ISBN 88-220-6230-2
- (con René Gallissot e Mondher Kilani)  L'imbroglio etnico in quattordici parole-chiave, Dedalo, 2001. ISBN 88-220-6235-3
- (con Mohammed Arkoun e altri) L'inquietudine dell'islam, Dedalo, 2002. ISBN 88-220-6250-7
- Estranei e nemici. Discriminazione e violenza razzista in Italia, DeriveApprodi, 2003
- La guerra dei simboli. Veli postcoloniali e retoriche sull'alterità, Dedalo, 2005. ISBN 88-220-6286-8
- Regole e roghi. Metamorfosi del razzismo, Dedalo, 2009. ISBN 978-88-220-6307-6
- La Bella, la Bestia e l'Umano. Sessismo e razzismo senza escludere lo specismo, Ediesse, 2010. ISBN 978-88-230-1451-0
- Spelix. Storia di gatti, di stranieri e di un delitto, Dedalo, 2010. ISBN 978-88-220-4168-5
- Il fuoco della rivolta. Torce umane dal Maghreb all'Europa, Dedalo, 2012. ISBN 978-88-220-6322-9
- La città dei gatti. Antropologia animalista di Essaouira, Dedalo, 2016. ISBN 9788822063298